# Ясмин Хамдан
Ясмин Хамдан (Yasmine Hamdan) — ливанская певица, актриса и автор песен.
Стала известна благодаря Soapkills, — дуэту, основанному в Бейруте совместно с Зейд Хамдан. В 1997 году этот первый на Ближнем Востоке дуэт выпустил альбом Bater в жанре независимой электронной музыки на арабском языке. По словам Ясмин, для арабских радиостанций этот альбом оказался слишком нетрадиционным и провокативным, а английские радиостанции оказались не готовы к полностью арабоязычным композициям. В этом же составе певица выпустила ещё два альбома — Cheftak (2001) и Enta Fen (2005). Влияние Soapkills на Ближнем Востоке музыкальные критики сравнивают с влиянием Massive Attack.
После переезда в Париж в 2002 году, Хамдан сотрудничала с CocoRosie. В 2009 году образовала дуэт Y.A.S. с Мирвэ Ахмадзаем и выпустила четвёртый альбом Arabology. В сотрудничестве с Марком Коллином из Nouvelle Vague она выпустила первый соло-альбом под своим именем. Альбом вышел в 2012 году во Франции и Ливане как Yasmine Hamdan, а в 2013 году был переиздан независимым лейблом Crammed Discs под названием Ya Nass. Среди оказавших на неё влияние музыкантов Ясмин называет Cocteau Twins с их принципиально бессодержательными текстами.
В настоящее время живёт и работает в Париже, замужем за палестинским режиссёром Elia Suleiman.
Появилась на экране в фильме Джармуша «Выживут только любовники».